# Herrschaft Rosport

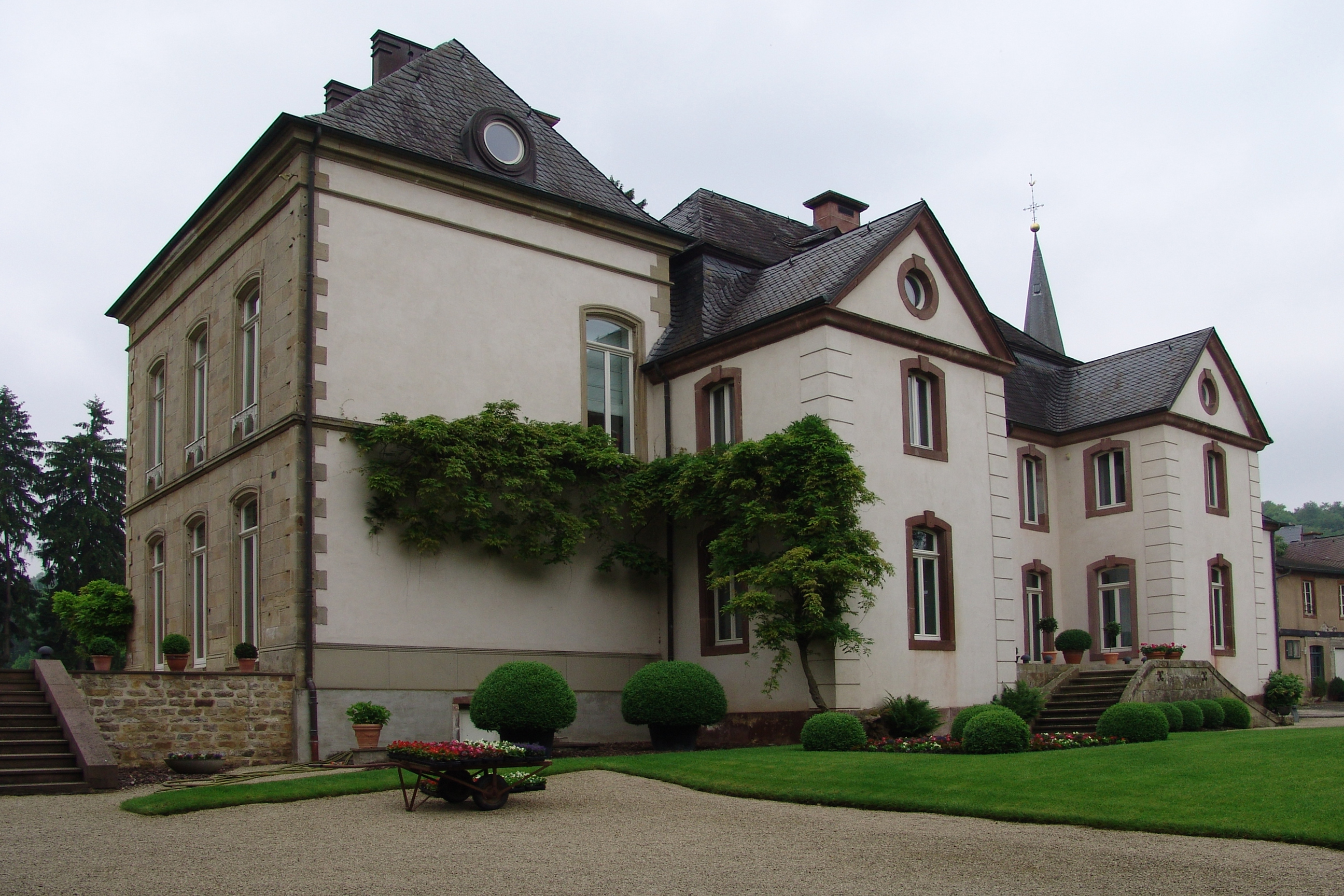
Der Irminenhof in Rosport, auch "Aalt Schlass" genannt.

Die Herrschaft Rosport war ein Territorium im Herzogtum Luxemburg, das bis zum Ende des 18. Jahrhunderts bestand. Der Hauptort lag in der luxemburgischen Gemeinde Rosport an der Sauer.

## Zugehörende Ortschaften
Die Herrschaft Rosport umfasste sechs Dörfer;
rechts der Sauer die heute zur Gemeinde Rosport-Mompach (Kanton Echternach, Luxemburg) gehörenden Dörfer
- Rosport, (luxemburgisch Rouspert)
- Dickweiler
- Girst (luxemburgisch Giischt)

links der Sauer die heute zur Gemeinde Ralingen (Landkreis Trier-Saarburg, Rheinland-Pfalz) gehörenden Dörfer
- Ralingen
- Godendorf
- Wintersdorf mit zwei Höfen zu Niederweiler

## Geschichte
Die Herrschaft Rosport war bis zum Ende des 18. Jahrhunderts Teil des luxemburgischen Verwaltungsbezirks Quartier Echternach und gehörte der Abtei St. Irminen zu Trier.
Im Jahr 1794 hatten französische Revolutionstruppen die Österreichischen Niederlande, zu denen das Herzogtum Luxemburg zu der Zeit gehörte, besetzt und im Oktober 1795 annektiert. Unter der französischen Verwaltung wurde das Gebiet dem Departement Wälder zugeordnet.
Im Jahr 1815 wurde das ehemals luxemburgische Gebiet östlich der Sauer und der Our auf dem Wiener Kongress dem Königreich Preußen zugeordnet. Damit kamen die Dörfer Ralingen, Godendorf und Wintersdorf im Jahr 1816 zum Landkreis Trier im Regierungsbezirk Trier in der Provinz Großherzogtum Niederrhein, die 1822 in der Rheinprovinz aufging.
Der Irminenhof, ursprüngliches Verwaltungsgebäude der Herrschaft, wurde als kirchlicher Besitz zur Zeit der französischen Revolution versteigert und von der Familie Loser erworben. Es wurde bis zum Tod von Robert Tudor am 15. April 1935 von Nachkommen dieser Familie bewohnt.